# Colonia del Delaware
La Colonia del Delaware è una colonia inglese fondata nel 1664. Fu una delle tredici colonie a fondare gli Stati Uniti d'America.

## Storia

### Gli insediamenti olandese e svedese
La prima esplorazione europea di quella che oggi è nota come Valle del Delaware venne condotta dalla nave olandese Halve Maen al comando di Henry Hudson nel 1609. Seguirono quindi le spedizioni di Cornelius May nel 1613 e di Cornelius Hendricksen nel 1614 che mapparono le coste che divennero poi il moderno Delaware per includerle nella colonia dei Nuovi Paesi Bassi. L'iniziale insediamento olandese era incentrato su Fort Nassau a Big Timber Creek, a sud di quella che oggi è Gloucester City, nel New Jersey.
Il primo tentativo di insediamento degli europei nei territori che diverranno poi lo Stato del Delaware non venne però fatto che nel 1629 quando gli agenti della Compagnia olandese delle Indie orientali Gillis Hossitt e Jacob Jansz arrivarono per negoziare coi nativi americani l'"acquisto" della terra per la costituzione di una colonia (Secondo la cultura olandese la terra doveva sempre essere acquistata, talvolta anche però con la forza). Hossitt e Jansz si assicurarono un territorio di circa 3 chilometri presso il confine tra le moderne contee di Sussex e Kent nel Delaware.
Nel 1631 la Colonia di Zwaanendael venne fondata in questa terra, nell'area di Lewes Creek e subito iniziarono a manifestarsi i primi problemi con i nativi che uccisero 28 coloni. Il patrono della colonia, David Pietersz de Vries giunse poco dopo alla colonia con altri 50 uomini. Pur riuscendo a concludere un nuovo trattato con gli indiani, de Vries, i suoi partner commerciali in Olanda e la Compagnia olandese delle Indie orientali decisero che il luogo di fondazione della colonia era troppo pericoloso e gli altri coloni vennero sbarcati invece a New Amsterdam (attuale New York).
Nel marzo del 1638, la Kalmar Nyckel ancorò in un punto roccioso di Minquas Kill, luogo oggi noto come Swedes' Landing (Wilmington, Delaware.) La Nuova Compagnia svedese venne organizzata su supervisione di Clas Larsson Fleming, un ammiraglio svedese ed amministratore. Samuel Blommaert, direttore fiammingo della Compagnia olandese delle Indie orientali che era rimasto frustrato dalla scelta della compagnia circa la colonia si offrì di aiutare gli svedesi a rinsediarsi in loco. La nuova spedizione venne guidata da Peter Minuit, governatore fondatore dei Nuovi Paesi Bassi che era stato licenziato dagli olandesi dopo il fallimento dell'insediamento. A differenza però della colonia olandese, la squadra svedese era multiculturale e composta da finlandesi, olandesi, valloni (belgi) e tedeschi, oltre ovviamente a svedesi.
Il primo avamposto svedese venne nominato Fort Christina (oggi Wilmington) in onore della regina Cristina di Svezia. Il governatore Johan Björnsson Printz amministrò la colonia dal 1643 al 1653. Venne succeduto da Johan Classon Risingh, ultimo governatore della Nuova Svezia. Gli olandesi non avevano mai accettato il colonialismo svedese come legittimo e combatterono i loro insediamenti in America. Nel 1651, il governatore dei Nuovi Paesi Bassi, Peter Stuyvesant aveva fatto smontare Fort Nassau e lo aveva fatto rimontare più a sud presso Fort Christina col nome di Fort Casimir, accerchiando di fatto la colonia svedese. Fort Beversreede, un primo tentativo di fondare una colonia svedese presso la grande pianura di Minquas (moderna Philadelphia) venne così abbandonato. Tre anni più tardi, la colonia della Nuova Svezia venne attaccata ed assediata nei suoi avamposti, ridotta al solo Fort Trinity. La guerra alla fine ebbe fine nel settembre del 1655. Con lo scoppio della Seconda guerra del nord in Europa, Stuyvesant riuscì a riassemblare un significativo esercito con degli squadroni navali e catturò i forti svedesi, ristabilendo il pieno controllo olandese sulla colonia. Fort Casimir/Trinity venne rinominato come New Amstel (poi tradotto in New Castle) e divenne il centro commerciale e sociale della nuova colonia.

### La conquista inglese
Nel 1664, dopo che il colonnello Richard Nicolls ebbe occupato New Amsterdam, sir Robert Carr venne inviato lungo il fiume Delaware. Egli prese New Amstel, saccheggiando e maltrattando brutalmente i locali coloni olandesi, molti dei quali vennero venduti come schiavi in Virginia. Carr tradusse il nome dall'olandese all'inglese portando a quella che oggi è nota come New Castle. Carr e le sue truppe continuarono la loro discesa lungo il fiume, bruciando i vari villaggi incontrati, tra cui la famosa comunità utopica mennonita di Pieter Corneliszoon Plockhoy presso l'attuale città di Lewes, che rimase completamente distrutta durante l'attacco. Questi fatti posero fine al governo olandese nella colonia, e più estesamente ai possedimenti degli olandesi in Nord America.